# Terapia genowa
Terapia genowa – leczenie polegające na wprowadzeniu obcych kwasów nukleinowych (DNA lub RNA) do komórek. Charakter lub informacja genetyczna zawarte we wprowadzonym DNA lub RNA powinny wywierać efekt terapeutyczny. Pomysł terapii genowej opisano po raz pierwszy w 1972. Pierwszy na świecie lek terapii genowej dopuszczono do użytku w Chinach w 2003 roku. Pierwszy taki lek dopuszczono na terenie Unii Europejskiej w 2012.
Mechanizmy działania wprowadzonych kwasów nukleinowych są następujące:
- zmuszenie komórki do produkcji białka kodowanego przez wprowadzony gen
  - produkcja białek, których w organizmie brakuje lub występują w niedomiarze (np. w defektach metabolicznych, jak hemofilia)
  - produkcja białek prowadzących do śmierci komórki (apoptozy) – potencjalne zastosowanie do terapii przeciwnowotworowych
- hamowanie lub modulację ekspresji genów przez wprowadzenie:
  - dominujących alleli genów kodujących nieaktywne lub defektywne białko
  - antysensowych kwasów nukleinowych wchodzących w interakcję z mRNA[2]
  - pułapek (wabików) oligonukleotydowych, wychwytujących czynniki transkrypcyjne
  - małych interferujących RNA, służących wyciszeniu ekspresji konkretnego genu
  - rybozymów (lub DNA-zymów) chemicznie modyfikujących materiał genetyczny.

Metoda in vivo polega na podaniu nośnika kwasu nukleinowego do ustroju pacjenta. W tym celu najczęściej stosuje się wektory wirusowe, które potrafią wprowadzać DNA lub RNA do komórki. DNA plazmidowe niepodawane z żadnym nośnikiem jest w stanie wnikać jedynie do komórek mięśni szkieletowych. Nie wiadomo dokładnie, przez kogo metoda in vivo została wynaleziona.
Metoda ex vivo polega na wyizolowaniu komórek z organizmu pacjenta, wprowadzeniu do nich terapeutycznego DNA lub RNA (zobacz: transfekcja) i ponownym podaniu ich pacjentowi.

## Zastosowanie terapii genowej
W latach 90. XX wieku pewne sukcesy odnotowano w leczeniu dzieci cierpiących na X- i niedobór deaminazy adenozynowej (ADA-SCID). Pierwszą pacjentką była czteroletnia Ashanthi DeSilva, chora na ADA-SCID, u której w 1990 rozpoczęto terapię genową przez izolację limfocytów dziecka, wprowadzanie do nich zdrowej kopii uszkodzonego genu, i ponowne wprowadzenie limfocytów do organizmu dziewczynki. W 2000 część prób klinicznych z udziałem chorych na X-SCID została przerwana, gdy u dwóch spośród 10 pacjentów rozwinęła się białaczka, związana zapewne z uaktywnieniem się onkogenu po wprowadzeniu retrowirusa do genomu. Ostatecznie w 2016 dopuszczono w UE lek Strimvelis, skierowany przeciw ADA-SCID.
W sierpniu 2006 na łamach „Science” Steven A. Rosenberg z amerykańskiego Narodowego Instytutu Raka poinformował o dwóch przypadkach czerniaka, w których uzyskano pełną remisję dzięki terapii genowej. Polegała ona na izolacji limfocytów T od chorych, ich namnożeniu oraz wprowadzeniu do nich retrowirusem genu umożliwiającego rozpoznanie komórek nowotworowych. Następnie po 6–9 dniach w ten sposób modyfikowane limfocyty T były podawane chorym. Pełny efekt terapeutyczny uzyskano jednak tylko u dwóch z siedemnastu pacjentów poddanych leczeniu tego typu.
Trwają badania kliniczne mające na celu ocenę skuteczności immunoterapii CAR-T w innych nowotworach hematologicznych, a także w nowotworach narządów litych. Jednym z leków opartych na CAR-T, już dopuszczonych do użytku, jest Yescarta.

## Leki terapii genowej
Pierwszy na świecie lek terapii genowej dopuszczono do użytku w Chinach w 2003 roku. W USA i UE - w 2013.
Niektóre dopuszczone leki terapii genowej:
- metoda wprowadzania genów:
  - Gendicine - pierwszy na świecie lek terapii genowej dopuszczony komercyjnie (Chiny, 2003) - lek przeciwko rakowi kolczystokomórkowemu skóry głowy i szyi. Lekiem jest wirus przenoszący białko zmuszające komórki nowotworowe do większej ekspresji genów hamujących rozwój nowotworu i zwiększający odpowiedź immunologiczną.
  - alipogenu typarwowek (Glybera) - pierwszy lek terapii genowej dopuszczony w Unii Europejskiej (2012). Leczył rzadką chorobę dziedziną LPDL - niedobór lipazy lipoproteinowej. Lek wprowadzał gen lipazy lipoproteinowej do komórek mięśniowych. Choroba jest jednak tak rzadka, że produkcja leku była nieopłacalna i w 2017 roku producent nie przedłużył pozwolenia na obrót nim.
  - talimogenu laherparepwek (Imlygic) - lek do leczenia nawrotów czerniaka po leczeniu chirurgicznym. Dopuszczony w Chinach, Unii Europejskiej i USA. Lek wprowadza się do ogniska nowotworowego za pomocą wirusa. Wprowadzony gen prowadzi do powstania białka pobudzającego odpowiedź immunologiczną.
  - tisagenu lecleucel (Kymriah) - pierwsza terapia genowa dopuszczona w USA (2017). Od 2018 dostępny również w UE. Lek przeciw białaczka limfoblastyczna B-komórkowa białaczce limfoblastycznej z komórek B. Lek wprowadza do limfocytów T nowy gen, dzięki któremu limfocyty wyszukują i zwalczają komórki nowotworowe.
  - woretigenu neparwowek (Luxturna) - lek do leczenia dystrofii siatkówki związanej z mutacją obu alleli genu RPE65  - rzadkiej postaci wrodzonej ślepoty. Dopuszczony w USA (2017) i UE (2018). Lek wprowadza do komórek siatkówki prawidłowy gen RPE65, umożliwiając komórkom wytwarzanie białka niezbędnego do przekształcania światła w sygnały elektryczne.
  - Strimvelis - dopuszczony w 2016 w Unii Europejskiej lek przeciw niedoborowi deaminazy adenozynowej (ADA-SCID). Lek powoduje wprowadzenie prawidłowego genu do komórek macierzystych szpiku kostnego pacjenta. Następnie komórki są ponownie wprowadzane do krwiobiegu chorego, skąd trafiają do szpiku kostnego, gdzie produkują prawidłowe białe krwinki, zdolne do produkcji ADA.
  - axicabtagene ciloleucel (Yescarta) - zatwierdzony w USA (2017) i UE (2018) lek na chłoniaka z dużych komórek B. Lek, oparty na immunoterapii CAR-T, wykorzystuje wirusy do wprowadzenia do limfocytów T genu kodującego białko CAR. Tak uzyskane limfocyty wprowadza się ponownie do organizmu chorego, gdzie receptory CAR umożliwiają limfocytom niszczenie komórek nowotworowych.
  - onasemnogen abeparwowek (Zolgensma) - lek przeciw rdzeniowemu zanikowi mięśni. Dopuszczony w USA w 2019. Stosowany u dzieci poniżej 2 roku życia. Lek wprowadza do neuronów ruchowych prawidłową kopię genu SMN. Uważany za najdroższy na świecie lek jednodawkowy (leczenie wymaga podania jednej dawki), kosztujący ok. 2 mln USD.
  - Zynteglo - dopuszczony w Unii Europejskiej w 2019 roku lek przeciw beta-talasemii. Dopuszczony do użytku dla pacjentów powyżej 12 roku życia, wymagających regularnych transfuzji krwi. Lek za pomocą wirusa wprowadza prawidłowe kopie genu hemoglobiny do komórek macierzystych pacjenta. Po ponownym wprowadzeniu do krwiobiegu, trafiają one do szpiku kostnego, gdzie powstają z nich prawidłowe, produkujące hemoglobinę, czerwone krwniki.
- metoda interferencji genowej
  - defibrotyd (Defitelio) - w 2017 dopuszczony z ograniczeniami  w USA i UE do leczenia ciężkich przypadków choroby zarostowej żył wątrobowych. Lek zawiera mieszaninę pojedynczych łańcuchów oligonukletydów pozyskiwanych z błony śluzowej jelita świni.
  - eteplirsen (Exondys 51) - zatwierdzony do użytku w USA w 2016, pomimo kontrowersyjnej skuteczności. Przeznaczony do leczenia jednej z postaci dystrofii mięśniowej Duchenne'a (ok. 13% chorych).
  - mipomersen (Kynamro) - dopuszczony od 2013 roku w USA (dwukrotnie nie dopuszczony do obrotu w Unii Europejskiej) lek przeciw hipercholesterolemii rodzinnej. Lek, oligonukleotyd, wprowadza się zastrzykiem podskórnym. Hamuje on wytwarzanie białka wspomagającego produkcję cholesterolu LDL.
  - nusinersen (Spinraza) - pierwszy lek do terapii genowej rdzeniowego zaniku mięśni. Lek wiąże się z RNA genu SMN2 przekształcając go w formę zdolną do wytwarzania w pełni funkcjonalnych białek SMN.
  - pegaptanib (Macugen) -  aptamer mający duże powinnowactwo z główną izoformą VEGF. Lek przeciw wysiękowej postaci zwyrodnienia plamki żółtej związanego z wiekiem.